# 딴따라
딴따라는 연예인을 낮잡아 이르는 말이다.

## 역사 및 활용
'딴따라'라는 신조어는 관악기 소리를 나타내는 영어 의성어 'tantara'에서 나왔다. 이 때문에 주로 음악인들을 가리킬 때 많이 사용된다. 일본식 발음에서 유래했다는 설도 있지만, 그 유래는 확실하지 않다. 티베트의 밀교 의례에서 사용하는 태평소와 같은 나팔을 가리키는 "딴뜨리즘"에서 유래했다는 설도 존재한다.
최근에는 의미가 변질되어 연예인에 대한 좋은 의미로도 활용된다. 예능에 천부적인 재능이 있는 사람을 가리킬 때에 사용될 수 있다.